# 根本清蔵
根本 清蔵（ねもと せいぞう、1911年（明治44年）- 2000年（平成12年）11月12日）は、日本の政治家。茨城県議会議員、茨城県議会副議長（第67代）、江戸崎町長（第5代）、鹿島地域整備調査特別委員会委員長を歴任。

## 人物
根本は当時、県の重要課題であった鹿島臨海工業地帯の開発において、その公害対策における県議会鹿島地域整備調査特別委員会の委員長を務めていた。
1960年以降、茨城県では全国総合開発計画で謳われている拠点開発方式の実践として、鹿島港が工業整備特別地域に指定され、国家プロジェクトによる巨大開発が行われたが、これは低迷に苦しんでいた県民の所得の増大を目的に、1960年に「鹿島灘沿岸地域総合開発の構想」を打ち出し、工場誘致を推進したことによるものである。
そうした中、根本は茨城県議会鹿島調査特別委員会の委員長として、「5つの問題」（農工両全・公害・環境整備・経済波及効果・推進体制）を指摘した。また、県は「大気汚染緊急時対策要綱」を決定するとともに、県と厚生省の合同で、鹿島臨海工業地帯の臭気・ガスの調査を行った。
県議会鹿島地域整備調査特別委員長であった根本の公害質問に対し、当時の岩上二郎知事は、「企業には強い姿勢で」と答弁した。